# Hugo Sancho
Hugo Sancho (Mortagua, 4 de Fevereiro de 1982) foi um ciclista português, irmão do também antigo ciclista Bruno Sancho
Pertenceu a equipa de Ciclismo do Sport Lisboa e Benfica. Foi 1º classificado no Troféu RTP 2006 de Sub 23. Característica Trepador.

## Equipas
- 2020 Miranda - Mortágua 2019 Miranda - Mortágua  2018 Vito-Feirense-BlackJack  2017 LA Aluminios-Metalusa  2016 LA Aluminios - Antarte  2015 LA Aluminios - Antarte  2014 LA Aluminios - Antarte
- 2013 LA Aluminios - Antarte  2012 LA Aluminios - Antarte  2011 LA - Antarte  2008 Benfica  2007 Benfica
- 2009 Mortágua - DR Seguros
- 2010 Mortágua - Basi

- 2006 Anicolor - Siper
- 2005 Anicolor - Mortágua
- 2004 Anicolor - Mortágua

## Palmarés
- 2006 1º no Troféu E. Leclerc

- 2009 1º na Volta às Terras de Santa Maria Feira
- 2009 1º no Grande Premio de Mortágua
- 2012 1º no Circuito da Moita
- 016   1º no Grande Premio de Mortágua